# Nicklas Pedersen
Nicklas Pedersen (født 10. oktober 1987) er en dansk tidligere professionel fodboldspiller, der nåede at spille i dansk, belgisk og hollandsk fodbold.

## Karriere

### KV Oostende
Den 1. februar 2016 blev det offentliggjort, at KV Oostende havde hentet Nicklas Pedersen i KAA Gent.

### FC Emmen
Pedersen spillede i hollandske FC Emmen fra sommeren 2018, men blev i februar 2019 så alvorligt knæskadet at han blev nødt til at stoppe sin karriere.

## Privatliv
Han er søn af fodboldspilleren og -træneren Jesper Pedersen.